# Saint-Seurin-de-Prats
Saint-Seurin-de-Prats – miejscowość i gmina we Francji, w regionie Nowa Akwitania, w departamencie Dordogne.
Według danych na rok 1990 gminę zamieszkiwało 491 osób, a gęstość zaludnienia wynosiła 88 osób/km² (wśród 2290 gmin Akwitanii Saint-Seurin-de-Prats plasuje się na 719. miejscu pod względem liczby ludności, natomiast pod względem powierzchni na miejscu 1389.).